# Nagybiccsei járás

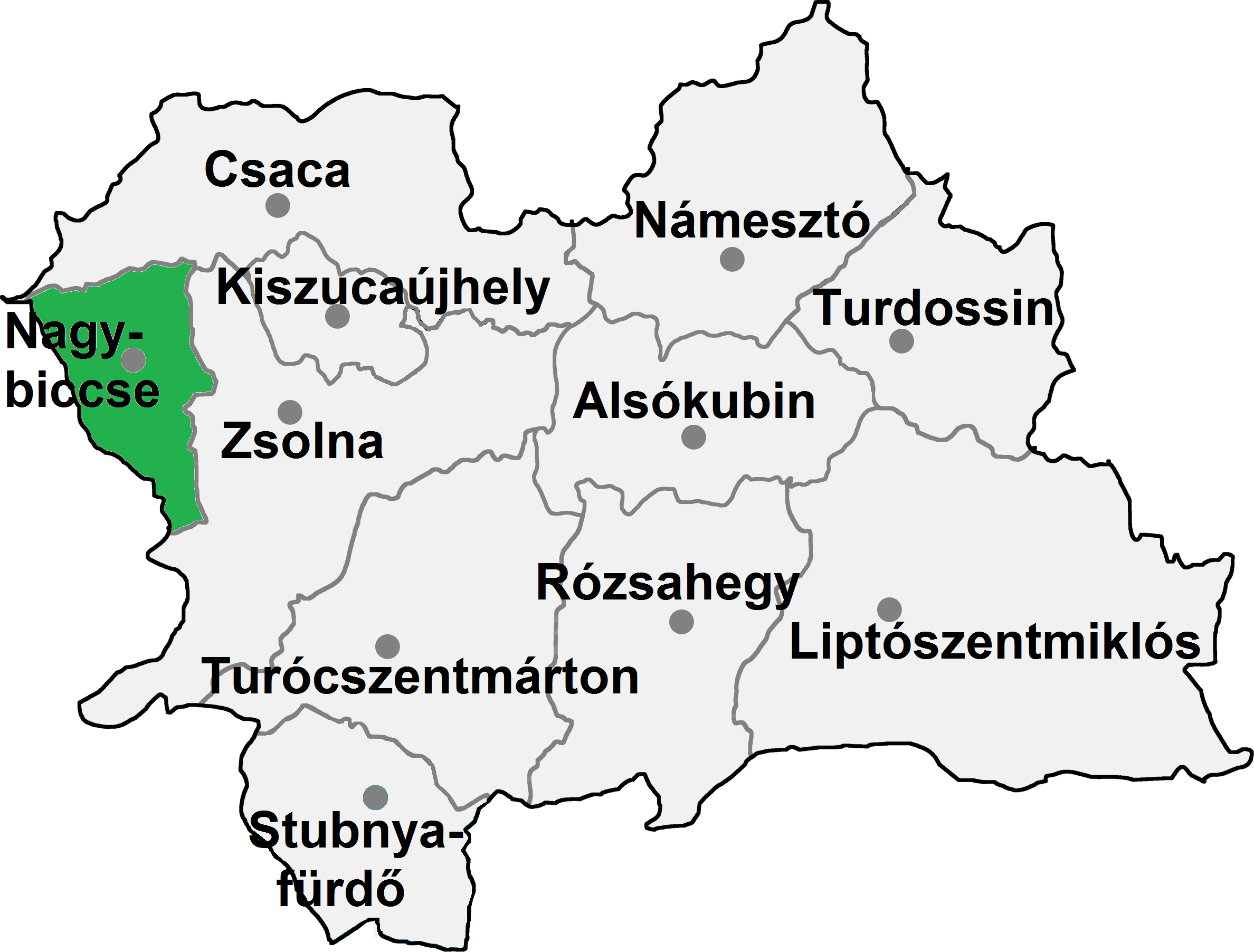
A Nagybiccsei járás

A Nagybiccsei járás (Okres Bytča) Szlovákia Zsolnai kerületének közigazgatási egysége. Területe 282 km², lakosainak száma 30 609 (2011), székhelye Nagybiccse (Bytča). A járás területe teljes egészében az egykori Trencsén vármegyéhez tartozott.

## Története
A Nagybiccsei járás 1922-ig egyike volt az egykori Trencsén vármegye járásainak. Területe azonban eltért a maitól, mivel északon ide tartozott a mai Csacai járásból Hegyeshely, Trencsénmakó, a ma Turzófalvához tartozó Turková és az akkor még nem létező Dlhavölgy egy része, északkeleten a mai Zsolnai járásból Trencsénhosszúmező és a ma Szedernyéhez tartozó Köblös, viszont délen a Vágbesztercei járáshoz tartozott a Vág túlpartján fekvő Almásfalu, Marsófalva, Peredmér és Szulyóváralja, valamint a ma egymással egyesült Alsómélyesd és Felsőmélyesd, illetve a Nagybiccséhez tartozó Rabó. Trencsén megye és vele a Nagybiccsei járás 1918-tól csehszlovák uralom alatt állt, amit a trianoni békeszerződés erősített meg 1920-ban.
1923-ban, Csehszlovákia közigazgatási felosztásának átszervezésekor a Nagybiccsei járás határai jelentősen megváltoztak. Északon Hegyeshelyt és Trencsénmakót átcsatolták a Csacai járáshoz, a Vágbesztercei járástól viszont idecsatolták a fentebb felsorolt hét községet, továbbá Alsóricsó, Felsőricsó, Pásztorzávod, Ricsóváralja és Szurkos községeket is a Vág balpartjáról. A járás így kialakult területe ezután 1949-ig változatlan maradt. Ugyancsak 1923-ban a mai Szlovákia területét hat nagymegyére osztották, a járás ezek közül Vágmente megyéhez (Považská župa) került. 1928-ban a nagymegyék is megszűntek, Csehszlovákiát négy tartományra osztották, ekkor a járás a Csehszlovákián belüli Szlovákia része lett. 1938-ban ismét hat megyét hoztak létre, a Nagybiccsei járás ezek közül Trencsén megyéhez (Trenčianska župa) tartozott, majd amikor 1939-ben Csehszlovákia megszűnt, a független Szlovákiában a beosztás változatlan maradt. A második világháború után újjáalakult Csehszlovákia közigazgatási beosztása hasonló volt az 1928-38 közöttihez, a járások ismét közvetlenül a szlovák tartományhoz tartoztak.
1949-ben újabb átszervezésre került sor, ekkor azonban a Nagybiccsei járás határai csak kis mértékben változtak: északon a Csacai járással közös határát áthelyezték a Vág és a Kiszuca vízválasztójára, aminek következtében az ekkor létrehozott Dlhavölgy községet, továbbá a ma Turzófalvához tartozó Turková településrészt elcsatolták innen. Szintén 1949-ben az 1923-28 közötti nagymegyékhez hasonló nagyobb közigazgatási egységeket hoztak létre, de ezek neve most kerület (kraj) lett, a Nagybiccsei járás pedig a Zsolnai kerülethez került.
1960-tól ismét jelentősen átszervezték a járásokat, a korábbiaknál sokkal nagyobbakat hozva létre, a Nagybiccsei járást beolvasztották a Zsolnaiba. Szintén 1960-ban a kerületek száma Szlovákiában hatról háromra csökkent, a Zsolna járás pedig a Közép-Szlovákiai kerület része lett. A kerületek 1990-ben ismét megszűntek és csak a (nagy)járások maradtak Csehszlovákiában.
1996-ban a már független Szlovákia közigazgatási felosztását megint jelentősen átalakították. A járások száma 38-ról 79-re nőtt és ezeket nyolc kerületbe osztották be. A Nagybiccsei járás ismét kivált a Zsolnaiból, és mindkettő ismét a Zsolnai kerület része lett, mint 1949 és 1960 között.

## Népessége
| Év:            | 1994.  | 2004.   | 2014.   | 2024.   |
| -------------- | ------ | ------- | ------- | ------- |
| Emberek száma: | 30 159 | 30 879  | 30 682  | 31 444  |
| Eltérés:       |        | +2,38 % | -0,63 % | +2,48 % |

| Év:            | 2023.  | 2024.   |
| -------------- | ------ | ------- |
| Emberek száma: | 31 308 | 31 444  |
| Eltérés:       |        | +0,43 % |

## A Nagybiccsei járás települései
| No. | Településnév (magyarul) | Településnév (szlovákul) | Terület (km²) | Népesség (1910, fő)          | Népesség (1991, fő) | Népesség (2001, fő) | Népesség (2011, fő) | Szlovák (1910)               | Magyar (1910)         | Magyar (2011) |
| --- | ----------------------- | ------------------------ | ------------- | ---------------------------- | ------------------- | ------------------- | ------------------- | ---------------------------- | --------------------- | ------------- |
| 1   | Almásfalu               | Jablonové                | 4,23          | 278                          | 819                 | 854                 | 861                 | 272                          | 2                     | 0             |
| 2   | Fűrészfalu              | Hvozdnica                | 8,73          | 602                          | 1084                | 1117                | 1176                | 567                          | 11                    | 0             |
| 3   | Kolaróc                 | Kolárovice               | 27,53         | 2141                         | 1993                | 1915                | 1826                | 2108                         | 23                    | 0             |
| 4   | Kotessó                 | Kotešová                 | 20,33         | 775 + 561                    | 1756                | 1842                | 1897                | 727 + 532                    | 8 + 1                 | 2             |
| 5   | Marsófalva              | Maršová-Rašov            | 9,61          | 467                          | 743                 | 764                 | 814                 | 449                          | 7                     | 0             |
| 6   | Mélyesd                 | Hlboké nad Váhom         | 5,35          | 204 + 217                    | -                   | 927                 | 937                 | 197 + 217                    | 1 + 0                 | 0             |
| 7   | Nagybiccse              | Bytča                    | 43,16         | 794 + 484 + 3122 + 443 + 811 | 12139               | 11550               | 11318               | 776 + 478 + 2298 + 386 + 704 | 1 + 3 + 438 + 32 + 14 | 3             |
| 8   | Nagyróna                | Veľké Rovné              | 40,6          | 3918                         | 4089                | 4042                | 3886                | 3849                         | 36                    | 0             |
| 9   | Peredmér                | Predmier                 | 10,89         | 868                          | 1240                | 1347                | 1371                | 781                          | 65                    | 0             |
| 10  | Szulyóváralja           | Súľov–Hradná             | 22,95         | 726                          | 952                 | 904                 | 939                 | 709                          | 12                    | 1             |
| 11  | Trencsénpéteri          | Petrovice                | 32,53         | 1005                         | 1340                | 1443                | 1518                | 997                          | 3                     | 0             |
| 12  | Trencsénselmec          | Štiavnik                 | 55,68         | 3591                         | 3928                | 4083                | 4066                | 3543                         | 12                    | 1             |